# Comisión de Derechos Humanos del Estado de México
El 13 de febrero de 1993 se crea la Comisión de Derechos Humanos del Estado de México como organismo público autónomo de carácter permanente, con personalidad jurídica y patrimonio propios. La Mtra. en D. Myrna Araceli García Morón es su actual presidenta.

Misión:
Organismo Público Autónomo orientado a la promoción de la cultura de los derechos humanos, prevenir y atender violaciones a los derechos humanos de quienes habitan o transitan por el Estado de México, para salvaguardar su dignidad, brindando productos y servicios con calidez y calidad.
Visión:
Ser reconocido como garante de los derechos de las personas y que nuestra labor les permita lograr una mejor calidad de vida.
Actuación:
En su actuación, las normas relativas a los derechos humanos se interpretarán por la Comisión, en el ámbito de su competencia, de conformidad con la Constitución Política de los Estados Unidos Mexicanos, los tratados internacionales en la materia y la Constitución Política del Estado para favorecer en todo tiempo a las personas la protección más amplia.
Alcances:
La Comisión no es competente para conocer de asuntos electorales y jurisdiccionales; tampoco lo es respecto a consultas que formulen las autoridades, los particulares u otras entidades sobre interpretación de disposiciones constitucionales y legales; ni en aquellos casos en que se pueda comprometer o vulnerar su autonomía o su autoridad moral. Las recomendaciones que emite la Comisión de Derechos Humanos del Estado de México no tienen el carácter vinculatorio, éstas se fundan en el alto valor moral de su contenido y en el respeto que la sociedad y las autoridades tengan para el organismo.

## Controversias
La CNDH esta acusada por corromper los sistemas de justicia en México lo cual se han ganado fama de ser el sistema de justicia más corrupto en México.

## Atribuciones
- Conocer de quejas o iniciar de oficio investigaciones, sobre presuntas violaciones a derechos humanos, por actos u omisiones de naturaleza administrativa de cualquier autoridad o servidor público estatal o municipal.
- Solicitar a las autoridades o servidores públicos competentes, las medidas precautorias o cautelares que estime necesarias.
- Elaborar y ejecutar programas para prevenir violaciones a los derechos humanos.
- Elaborar y ejecutar programas de investigación, estudio, capacitación, enseñanza, promoción y difusión de los derechos humanos.
- Proporcionar orientación y asesoría jurídica a las personas que lo soliciten.
- Formular recomendaciones públicas no vinculatorias y demás resoluciones que contemple esta Ley.
- Emitir Pronunciamientos, Recomendaciones y Criterios, de carácter general, conducentes a una mejor protección de los derechos humanos.
- Realizar visitas y las acciones necesarias, a fin de procurar el debido respeto a los derechos humanos.
- Promover, dentro del ámbito de su competencia, el derecho de las personas a gozar de un medio ambiente adecuado para su desarrollo y bienestar.
- Establecer y mantener canales de comunicación con autoridades e instituciones públicas federales, estatales o municipales; así como con organizaciones no gubernamentales nacionales e internacionales, en materia de derechos humanos.
- Otorgar premios y reconocimientos en materia de derechos humanos.[2]

## Consejo Consultivo
Órgano colegiado de opinión sobre el desempeño del Organismo y entre sus funciones se encuentra la de proponer programas y mecanismos que contribuyan al respeto, defensa, protección, promoción, estudio, investigación y divulgación de los derechos humanos.
Está integrado por un presidente, que es el presidente de la CODHEM, un secretario técnico, que es el secretario general de la Comisión y cinco consejeros ciudadanos, uno de ellos debe ser de extracción indígena.
Los consejeros ciudadanos son electos por la Cámara de Diputados del Estado de México, con la aprobación de las dos terceras partes de sus integrantes presentes.
Durarán en su cargo tres años, con posibilidades de reelegirse  por una sola ocasión y por igual periodo.

## Presidentes
- (1993-1996): Mireille Roccatti Velázquez
- (1997-2001): Miguel Ángel Contreras Nieto
- (2001-2005): Miguel Ángel Osorno Zarco
- (2005-2009): Jaime Almazán Delgado
- (2009-2013 y 2013-2015): Marco Antonio Morales Gómez
- (2015-2017): Baruch Delgado Carbajal
- (2017- 2021): Jorge Olvera García[3][4]
- (2021- a la fecha): Myrna Araceli García Morón[5]